# Heinrich Stein (Richter)
Johann Georg Heinrich Stein (* 14. Februar 1805 in Gießen; † 18. Oktober 1885 ebenda) war ein hessischer Richter, Politiker und Abgeordneter der Zweiten Kammer der Landstände des Großherzogtums Hessen.
Heinrich Stein war der Sohn des Universitäts-Kanzleisekretärs Georg Christoph Stein und dessen Ehefrau Susanne Johannette, geborene Schneider. Stein, der evangelischen Glaubens war, heiratete Juliane, geborene Lisberger (1810–1875).
Stein studierte Rechtswissenschaften und wurde 1830 Akzessist am Hofgericht Gießen. 1835 stieg er zum Assessor am Landgericht Gießen auf und wurde 1847 Landrichter am Landgericht Lich. 1853 wurde er Landrichter am Landgericht Gernsheim und 1857 am Landgericht Großgerau. Im Jahr 1865 wurde er zum Direktor des Bezirksstrafgerichtes in Gießen ernannt und 1875 pensioniert.
Von 1861 bis 1862 gehörte er der Zweiten Kammer der Landstände an. Er wurde für den Wahlbezirk Starkenburg 13/Gernsheim gewählt. In den Ständen vertrat er liberal-konservative Positionen.